# Neudenau
Neudenau är en stad i Landkreis Heilbronn i regionen Heilbronn-Franken i Regierungsbezirk Stuttgart i förbundslandet Baden-Württemberg i Tyskland.